# Glyphocarpus affinis
Glyphocarpus affinis là một loài rêu trong họ Bartramiaceae. Loài này được Hook. A. Jaeger mô tả khoa học đầu tiên năm 1875.